# Tim Berners-Lee
Timothy John Berners-Lee KBE, OM, FRS (TimBL ou TBL) (Londres, 8 de junho de 1955) é um físico britânico, cientista da computação e professor do MIT. É o criador da World Wide Web, tendo feito a primeira proposta para sua criação a 12 de março de 1989. Em 25 de dezembro de 1990, com a ajuda de Robert Cailliau e de um jovem estudante do CERN, implementou a primeira comunicação bem-sucedida entre um cliente HTTP e o servidor através da internet.
Berners-Lee é o diretor do World Wide Web Consortium (W3C), que supervisiona o desenvolvimento continuado da web. Também é o fundador da World Wide Web Foundation e é pesquisador sênior, titular e fundador da cadeira de 3Com no Laboratório de Inteligência Artificial e Ciência da Computação do MIT (CSAIL). É um diretor da The Web Science Research Initiative (WSRI) e um membro do conselho consultivo do Centro de Inteligência Coletiva do MIT.
Em abril de 2009, foi eleito como membro da Academia Nacional de Ciências dos Estados Unidos, sediada em Washington, D.C. Em 2011, foi nomeado como um membro do conselho de administração da Fundação Ford.
Em 2004, Berners-Lee venceu o Millennium Technology Prize, o que lhe rendeu um milhão de euros.
Em 2017 foi agraciado pela Association for Computing Machinery (ACM) com o Prêmio Turing de 2016, considerado o "Nobel da Computação".

## Vida e carreira

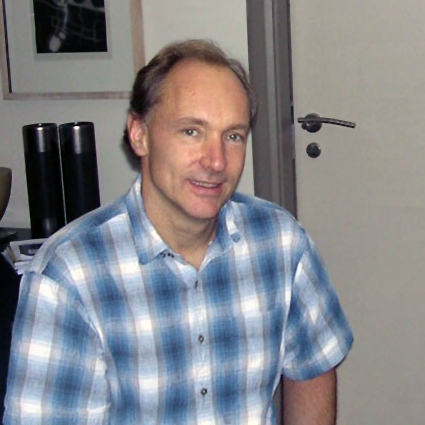
Tim Berners Lee em 2005

Berners-Lee nasceu em Londres, Inglaterra, filho de Conway Berners-Lee e Mary Lee Woods. Estudou na escola primária Sheen Mount e depois na Emanuel School em Londres, de 1969 a 1973. Depois estudou no The Queen's College, em Oxford, de 1973 a 1976, onde diplomou-se em  Física.
Enquanto atuava como um contratante independente no CERN, de junho a dezembro de 1980, Berners-Lee propôs um projeto baseado no conceito de hipertexto para facilitar a partilha e atualização de informações entre os pesquisadores. Enquanto isso, ele construiu um protótipo de sistema denominado ENQUIRE. Depois de deixar o CERN, em 1980, foi trabalhar na John Poole's Image Computer Systems, Ltd, em Bournemouth, na Inglaterra, mas retornou ao CERN em 1984 como efetivo. Em 1989, o CERN foi o maior nó da internet na Europa, e Berners-Lee viu a oportunidade de unir hipertexto com internet: "Eu só precisei tomar a ideia de hipertexto e conectá-la às ideias de Transmission Control Protocol e Domain Name System e - ta-da! - a World Wide Web". Ele escreveu a sua proposta inicial em março de 1989, e em 1990, com a ajuda de Robert Cailliau, produziu uma revisão que foi aceita pelo seu empresário, Mike Sendall. Ele usou ideias semelhantes àquelas subjacentes ao sistema ENQUIRE para criar a World Wide Web, para o que ele projetou e construiu o primeiro navegador da Web, que também funcionava como um editor (WorldWideWeb, rodando no sistema operacional NEXTSTEP) e o primeiro servidor Web, o CERN httpd (abreviação para HyperText Transfer Protocol daemon).

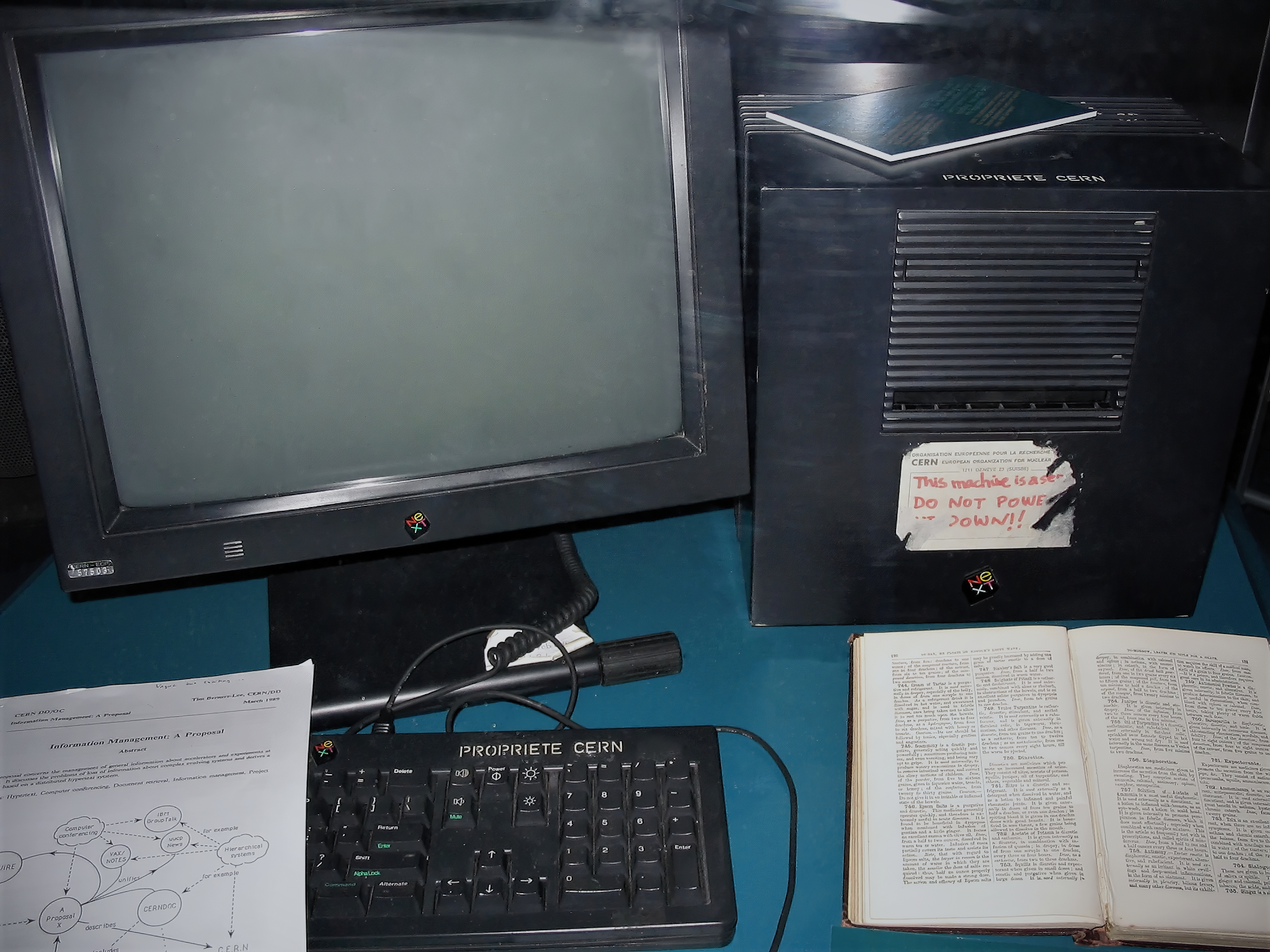
Berners-Lee usou este NeXTcube na CERN para criar o primeiro servidor web do mundo

O primeiro site foi construído no CERN e foi posto on line em 6 de agosto de 1991. Info.cern.ch foi o endereço do primeiro web site e servidor web da história, rodando em um computador NeXT no CERN. O primeiro endereço de página web foi http://info.cern.ch/hypertext/WWW/TheProject.html, centrada em informações sobre o projeto WWW. Visitantes poderiam aprender mais sobre hipertexto, detalhes técnicos para a criação de sua própria página web e até mesmo uma explicação sobre como pesquisar a Web para obter informações. Não há imagens da tela desta página original e, em qualquer caso, alterações foram feitas diariamente com a informação disponível na página WWW quando o projeto desenvolveu-se. Pode-se encontrar uma cópia mais tardia (1992) no website do World Wide Web Consortium. Havia uma explicação sobre o que a World Wide Web era e como alguém poderia usar um browser e configurar um servidor web.
Em 1994, Berners-Lee fundou o World Wide Web Consortium (W3C) no MIT. É composto por várias empresas que estavam dispostas a criar normas e recomendações para melhorar a qualidade na Web. Berners-Lee deixou sua ideia disponível livremente, sem patente e sem royalties devidos. O World Wide Web Consortium decidiu que as suas normas deveriam ser baseadas em tecnologia livre de royalties, de modo que pudessem ser facilmente adotada por qualquer um.
Em dezembro de 2004, aceitou uma cadeira de Ciência da Computação da Faculdade de Eletrônica e Ciências da Computação da Universidade de Southampton, na Inglaterra, para trabalhar em seu novo projeto, o Web semântica.
Em junho de 2009, o primeiro-ministro Gordon Brown anunciou que Berners-Lee iria trabalhar com o governo britânico para ajudar a tornar os dados mais abertos e acessíveis na Web, com base no trabalho da Força-Tarefa de Poder da Informação.

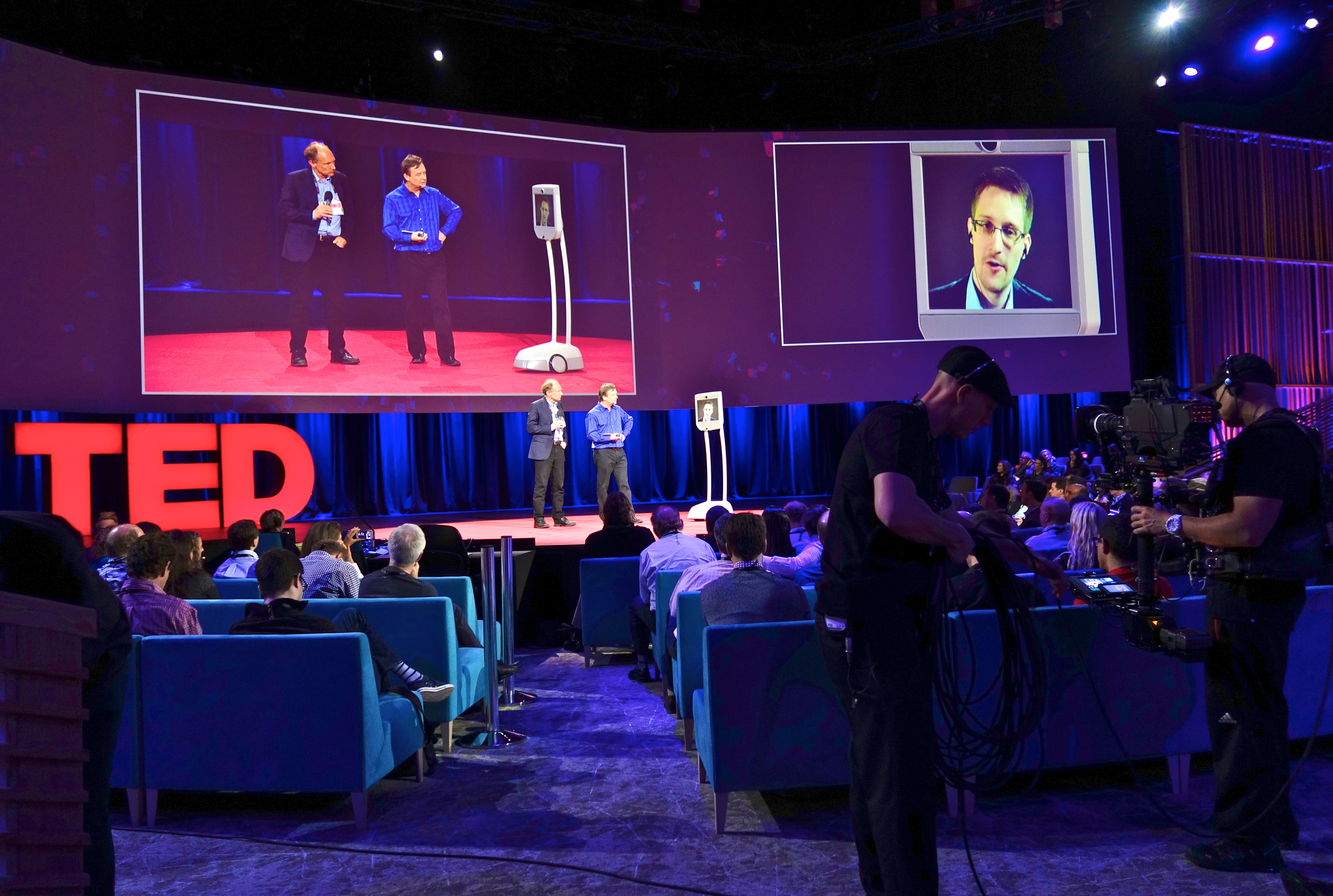
Edward Snowden apareceu na conferência TED. Foi saudado e chamado de herói por Tim Berners-Lee

Foi também uma das vozes pioneiras em favor da neutralidade da rede e manifestou a opinião de que provedores devem fornecer "conectividade sem restrições", e não deveriam nem controlar nem monitorar as atividades dos navegadores dos clientes sem o seu consentimento expresso.
Recentemente, Tim Berners-Lee foi considerado um dos maiores gênios vivos do mundo, segundo o levantamento "Top100 Living Geniuses", da consultoria Creators Synectics.

## O primeiro website
O primeiro website que Tim Berners-Lee construiu - inicialmente unicamente com página de texto - foi no CERN e foi colocada online em 6 de agosto de 1991. Oferecia uma explicação sobre o que a World Wide Web era, como alguém poderia criar um navegador, como instalar e configurar um servidor web, e assim por diante. Foi também o primeiro diretório.

## Trabalho atual
Comentando sobre a abertura do Ordnance Survey dados em abril de 2010 Berners-Lee disse que 
"as mudanças sinalizam uma cultura mais ampla no Governo com base no pressuposto de que a informação deve ser do domínio público a menos que haja uma boa razão para o contrário." Ele passou a dizer que "uma maior abertura, responsabilidade e transparência no Governo vai dar às pessoas um maior poder de escolha e tornar mais fácil para os indivíduos se envolverem diretamente com as questões que são mais importantes para eles."
Em Novembro de 2009, Berners-Lee lançou a Fundação World Wide Web, a fim de "avançar a Web para capacitar a humanidade lançando programas transformadores que constroem capacidade local para alavancar a Web como um meio para uma mudança positiva".
Berners-Lee é uma das vozes pioneiras em favor da neutralidade da rede, e manifestou a opinião de que os ISPs devem fornecer conectividade "sem amarras", e não deve controlar nem monitorar as atividades de navegação de clientes sem o seu consentimento expresso. Ele defende a ideia de que a neutralidade da rede é uma espécie de direito humano. As ameaças à Internet, tais como empresas ou governos que interferem no tráfego de Internet, comprometem os direitos básicos de rede humanos.
Berners-Lee se juntou ao conselho de assessores da start-up State.com, com sede em Londres. Em maio de 2012, Berners-Lee é presidente do Instituto Open Data. A Aliança para Affordable Internet (A4AI) foi lançado em Outubro de 2013 e Berners-Lee lidera a coalizão de organizações públicas e privadas que inclui Google, Facebook, Intel e Microsoft. O A4AI visa tornar o acesso à Internet mais acessível para que o acesso é alargado no mundo em desenvolvimento, onde apenas 31% das pessoas estão online. Berners-Lee irá trabalhar com aqueles com o objetivo de diminuir os preços de acesso à Internet, para que caia abaixo da meta mundial da Comissão de Banda Larga da ONU de 5% da renda mensal.

## Encontro virtual com Edward Snowden
Em 18 de março de 2014, falando da Rússia via robô, Edward Snowden apareceu na conferência TED. Foi saudado e chamado de herói por Tim Berners-Lee, pelas revelações sobre a vigilância global pela NSA.

## Trabalhos

### Artigo
- (1989). "Information Management: A Proposal"  .: proposta de Berners-Lee onde a ideia da Web foi apresentada.

### Livro
- Tim Berners-Lee; Mark Fischetti (1999). Weaving the Web. [S.l.]: Orion Business Books. ISBN 0752820907. OCLC 611260280